# Constituciones Carmelitas Descalzas

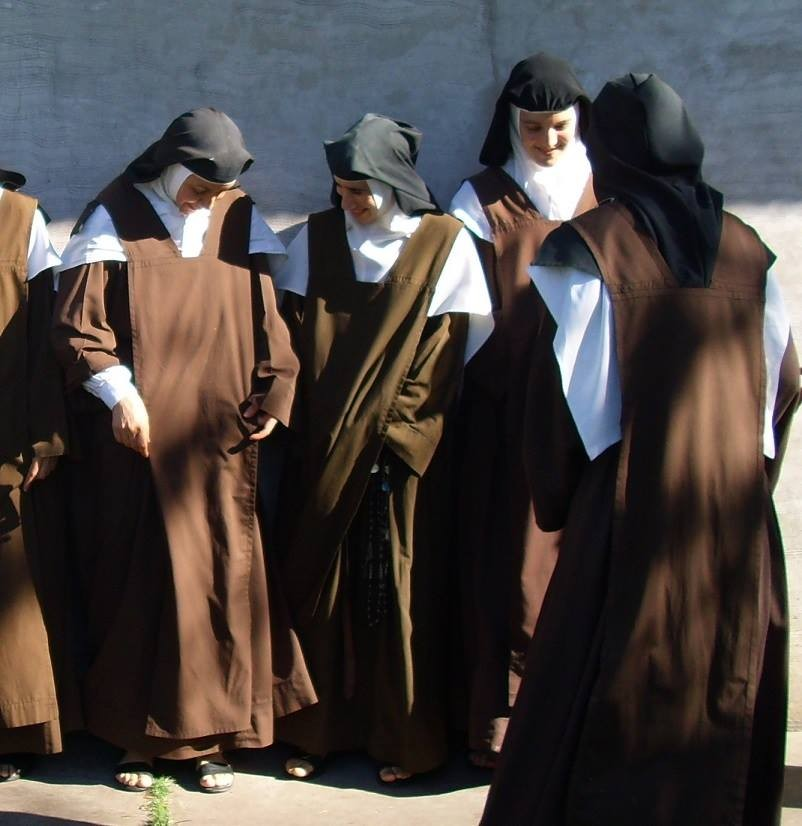
Carmelitas Descalzas de Nogoyá, en Argentina, que siguen las constituciones de 1990

La Orden de Carmelitas Descalzos fue creada por Santa Teresa en el siglo XVI, con una rama femenina-contemplativa -que viven en monasterios llamados “carmelos”, y una masculina-activa, de los cuales las monjas dependían. En la actualidad hay unos 850 monasterios de carmelitas descalzas en todo el mundo, con 12 mil monjas aproximadamente.
Luego del Concilio Vaticano II la rama femenina de la Orden se divide: Por un lado, están las que siguen dependiendo de los padres carmelitas y aquellas que no. Estas últimas, bajo la inspiración de la Madre Maravillas (1891 - 1974) decidieron desligarse de la autoridad de los padres carmelitas porque entendían que ésta dependencia comprometía su ideal contemplativo. 

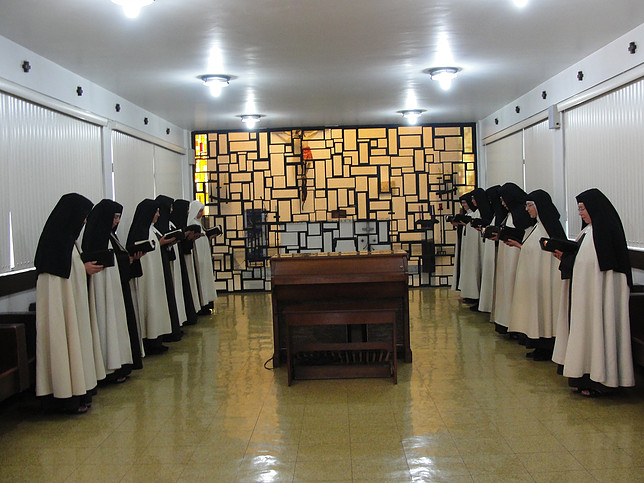
Carmelitas Descalzas de Tlacopac, México DF, que siguen las constituciones de 1991

Esta división se cristalizó en los años 1990 – 1991, con la aprobación de dos “constituciones”, una para cada grupo de monasterios.
En la práctica, en las “Constituciones de 1991” (que practican los monasterios que dependen de los padres) se contempla una forma más plural de seguir el ideal de Santa Teresa. En cambio, en las “de 1990” (inspiradas en la Madre Maravillas) este ideal se ve de una forma que está muy apegado a la uniformidad y a prácticas que eran características de todos los carmelos antes del Concilio Vaticano II:
- Doble reja en el locutorio (sala donde se reciben visitas, las rejas separan las monjas de sus familiares),
- presencia de una “hermana escucha” durante la visita de los familiares, con los cuales solo se deben hablar temas espirituales,
- el uso del "torno" para pasar cualquier mercadería o cartas,
- absoluta clausura (salen solo para ir al médico o votar),
- clausura más estricta durante los tiempos de Adviento y Cuaresma (no se reciben cartas ni visitas),
- ausencia de internet, radio o televisión,
- coro separado en la iglesia (la comunidad de fieles no pueden ver las monjas),
- hábito tradicional (toca incluida),
- ausencia de carne en la dieta,
- lectura de cartas que las monjas escriben o reciben,
- cambio de nombre luego de la toma de hábito (nombre elegido por la priora), y
- prácticas de penitencia como cilicios y disciplinas.

Al no depender de los Padres Carmelitas, las carmelitas de 1990 (poco menos de un 20 % de los carmelos en el mundo) dependen directamente de la Santa Sede y del obispo del lugar.